# Cusanus (cràter)

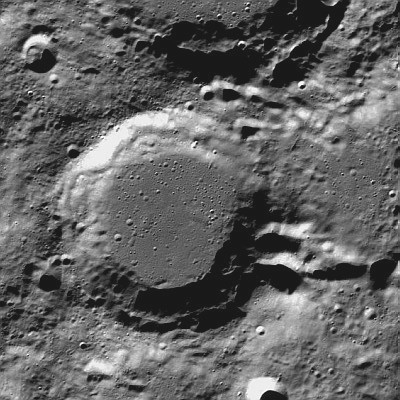
Fotografia de la missió Lunar Reconnaissance Orbiter

Cusanus és un cràter d'impacte que es troba prop de l'extremitat nord-est de la Lluna. En aquest lloc el cràter apareix molt aplatat quan s'observa des de la Terra, i la seva visibilitat es veu afectada per la libració. El bord nord de Cusanus està gairebé unit al bord sud-sud-est del cràter de major grandària Petermann.
|  |

La vora d'aquest cràter s'ha erosionat i arrodonit a causa d'un historial d'impactes menors. Les terrasses són encara visibles al llarg de les parets interiors, malgrat que es defineixen amb menor intensitat en comparació de les formacions de cràters més joves. Un parell de petits cràters formen una osca en el costat est del brocal, i presenta una lleugera inflor cap a dins en la paret interior occidental.
L'interior s'ha consolidat de nou a causa dels fluxos de lava, deixant un sòl pla i relativament sense trets distintius, encara que la lava no va adquirir la profunditat suficient per reduir significativament l'amplària de les parets interiors.

## Cràters satèl·lit
Per convenció aquests elements són identificats en els mapes lunars posant la lletra en el costat del punt mitjà del cràter que està més prop de Cusanus.